# Igreja de São Miguel de Entre-os-Rios
A Igreja de São Miguel de Entre-os-Rios, também conhecida como Igreja de São Miguel de Eja, fica situada no lugar de Entre-os-Rios, freguesia de Eja, município de Penafiel, distrito do Porto, em Portugal.
Foi classificada como Monumento Nacional (MN) por Dec. Nº. 14 425, DG 228 de 15 de Outubro de 1927.
Este monumento integra a Rota do Românico do Vale do Sousa.